# Simi

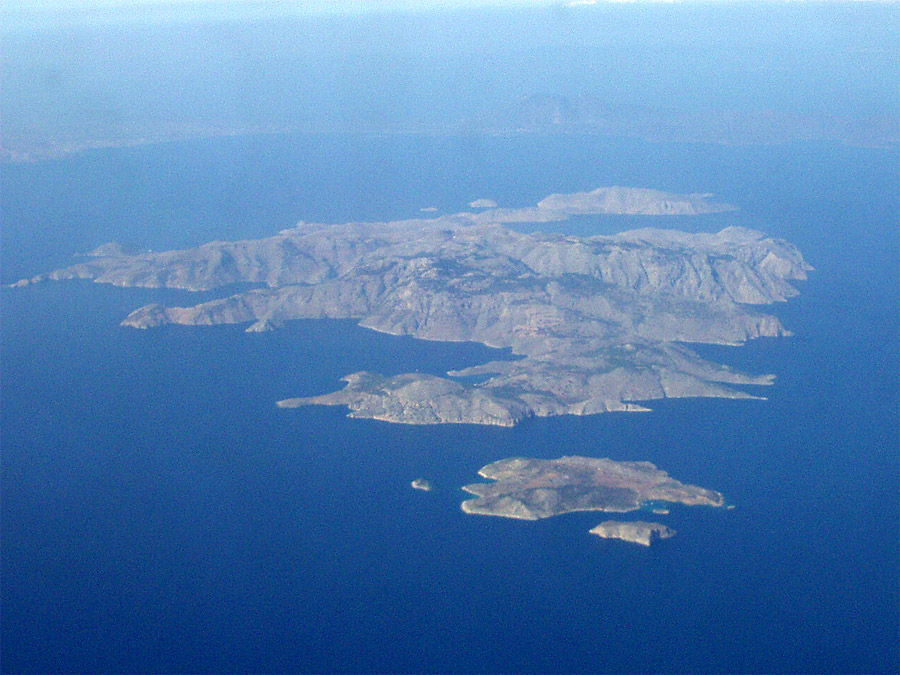
Veduta aerea dell'isola di Simi, con gli isolotti

Simi (in greco Σύμη?, Symi), detta Sime nell'antichità, è un'isola greca del Mar Egeo nell'arcipelago del Dodecaneso, situata 41 km a nord dalle coste dell'isola di Rodi, si estende su una superficie di 58,1 km².
Si trova a pochi chilometri di fronte alla Turchia. Dal punto di vista amministrativo è un comune della periferia dell'Egeo Meridionale (unità periferica di Rodi).
L'isola conserva oltre trecento tra monasteri e chiese. Le chiese più importanti sono: Profeta Elias, San Giovanni di Tsagkrias, San Procopio, Madonna Myrtariotissa, Roukouniotis, Santa Marina e il Monastero di San Michele Arcangelo di Panormitis. Da segnalare l'Abbazia Kokkimidi, un monastero bizantino rinnovato nel 1697, l'Abbazia Perivioti e il Monastero della Croce di guerra.

## Storia
L'ottava più grande isola greca del Dodecaneso è particolarmente pittoresca, con le sue case costruite sulle pendici dell'isola in stile neoclassico dipinte a colori vivaci e bellissime spiagge e acque cristalline completano il quadro. 
La bellezza del paesaggio riflette un glorioso passato. Abitata sin dalla preistoria e crocevia di naviganti e colonizzatori, l'isola fu oggetto di conquista di svariate popolazione nel corso dei secoli, tra cui i Fenici, i Kareth, i Lelegi e i Dori. 

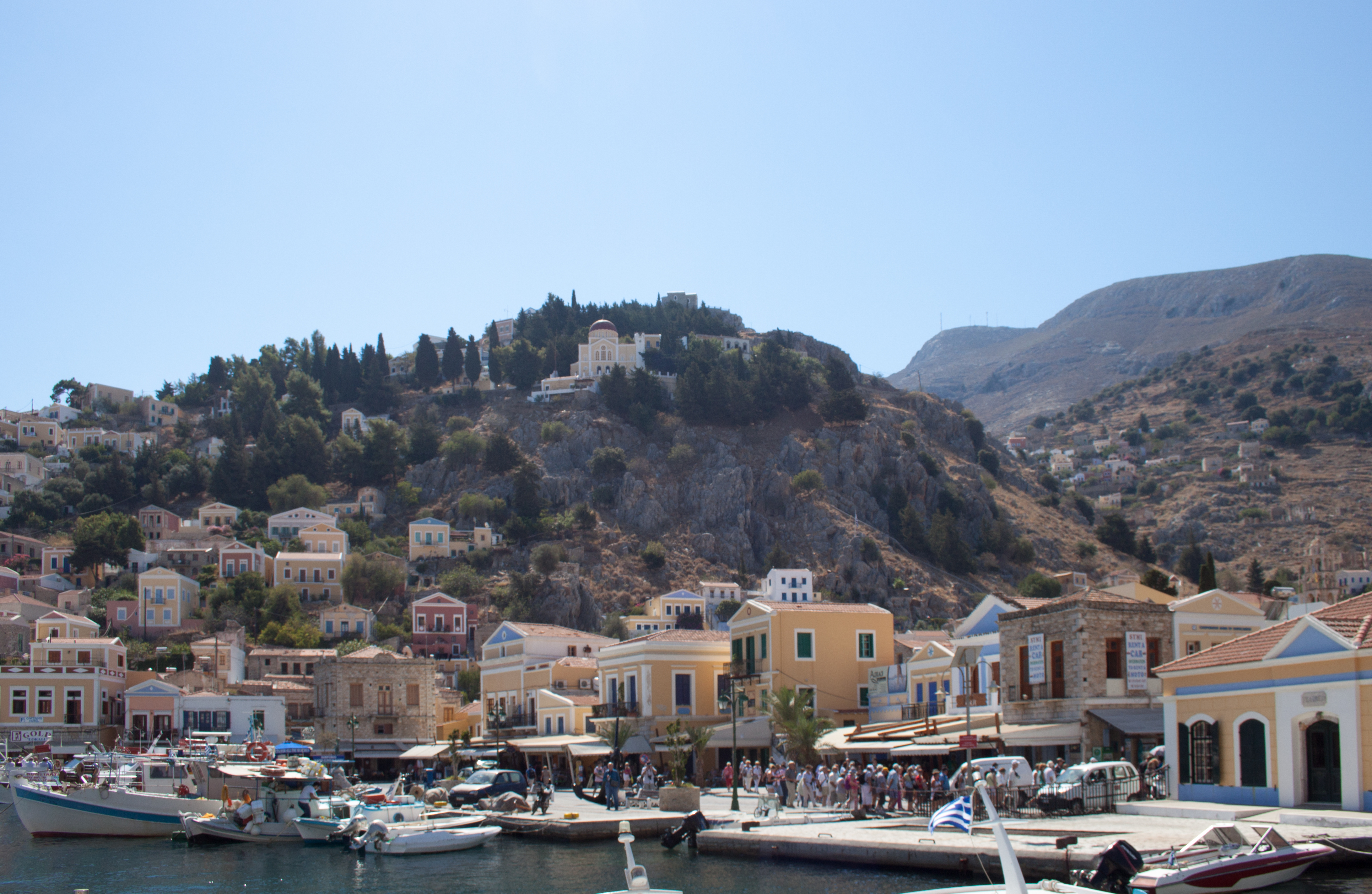
Il porto principale di Simi

Nel 411 a.C., durante la guerra del Peloponneso, la città fu teatro di una battaglia navale nella quale la flotta Spartana vinse un piccolo gruppi di navi ateniesi.
Annessa all'Impero Bizantino si distinse nella cantieristica navale e per la professionalità dei suoi marinai. Nel 1309 l'isola, come la vicina Rodi, venne acquisita dai Cavalieri dell'Ordine dell'Ospedale di Gerusalemme che la governarono fino al 1522, per poi passare sotto la dominazione di Repubblica di Venezia. Nel 1912 una spedizione del Regio Esercito del Regno d'Italia la sottrasse all'Impero Ottomano. 
L'isola, insieme con il resto del Dodecaneso, cambiò più volte dominazione nel corso del XX secolo: nel 1912 il Dodecaneso dichiarò la propria indipendenza dall'Impero ottomano, ma quasi immediatamente venne occupato dall'Italia. L'isola venne formalmente ceduta all'Italia nel 1923 e nel 1943 fu occupata dai tedeschi. Alla fine della Seconda guerra mondiale, la resa delle forze tedesche nella regione, comportò l'occupazione da parte degli inglesi. Simi venne infine ceduta alla Grecia nel 1948, con il resto delle isole del Dodecaneso.
Dal 2004 è sede della metropolia omonima del patriarcato di Costantinopoli.

## Amministrazione
Il territorio del comune omonimo comprende anche le isole disabitate di Gialesíno, Diavátes, Kouloúndros, Marmarás, Nímos, Sesklío, e Chondrós e contava una popolazione di 2.606 abitanti al censimento del 2001.

## Edifici di notevole valore culturale

### Il monastero di San Michele Arcangelo di Panormitis

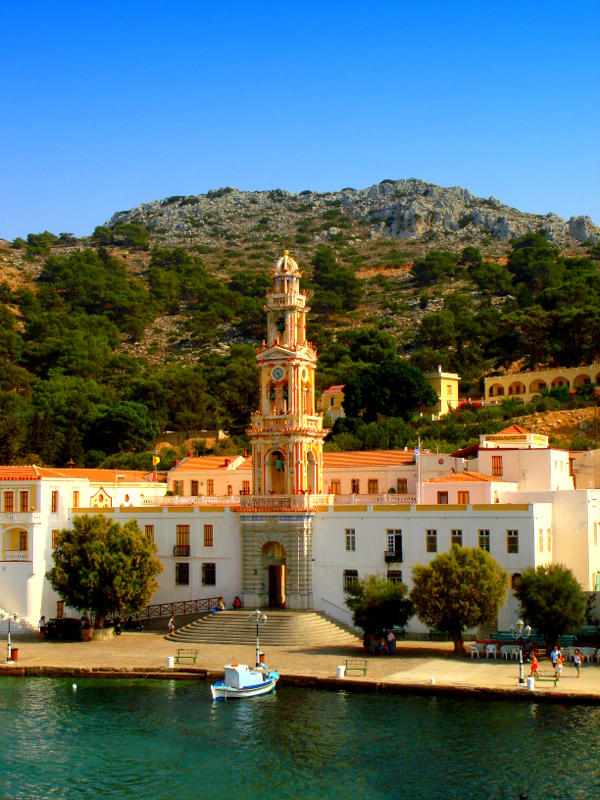
Il Monastero di San Michele Arcangelo di Panormitis

Nell'isola, già ricca di svariati luoghi di culto, ci sono ben nove monasteri dedicati all'Arcangelo Michele, uno per ogni Ordine Angelico. Il più noto è il monastero di San Michele Arcangelo di Panormitis che costituisce il più importante luogo di culto della Grecia dedicato all'Arcangelo Michele. Costruito nel 1783, sui resti di un preesistente monastero del XV secolo, la cui presenza è testimoniata da un manoscritto del 1460 preservato fino al 1862. La Basilica attuale si sviluppa su di un'unica navata. La Chiesa all'interno conserva un'icona di grandi dimensioni dell'Arcangelo Michele avvolta in un involucro d'argento in cui sono state incastonate pietre preziose. Il campanile della Basilica è stato eretto nel 1911.

### Castello dei Cavalieri
Sull'isola è presente un antico castello che domina dall'alto il villaggio principale di Panormitis. 
Esso fu sede dal 1309 al 1522 dell'Ordine dei Cavalieri Ospitalieri di Gerusalemme che governò l'isola.